# 서일본 고속도로
서일본 고속도로(西日本高速道路株式会社 にしにほんこうそくどうろ[*])는 서일본 지역의 고속도로를 관리하는 회사로 약칭은 넥스코 서일본(NEXCO西日本 ネクスコにしにほん[*])이다.
슬로건은 「みち、ひと・・・未来へ。」("길, 사람... 미래로")이다.

## 개요
2005년 10월 1일에 설립되었다.
도로관계 4공단의 민영화 방식으로서 채용된 상하 분리 방식에 있어서, 도로시설의 관리 운영(이른바 윗부분)을 업무로 한다. 도로시설의 보유를 목적으로 설립되는 독립 행정법인 일본 고속도로 보유·채무 상환 기구에서 도로시설을 빌리는 형태를 취한다. 고속도로 등의 신규건설도 사업내용에 포함되지만 완성된 도로는 기구가 (건설 채무도 포함시켜) 보유하게 된다.
브랜드 컬러는 ‘넥스코 블루’(■)으로 불리는 파란색으로, 서일본·남일본의 바다와 하늘의 밝기를 표현한 선명하고 맑고 느낌의 파란색을 이미지했다고 한다. 영업 지역의 많은 부분이 공통된 서일본 여객철도나 시코쿠 여객철도와 동일한 색상을 사용한다.

### 지사
- 간사이 지사 - 오사카부 이바라키시
- 주고쿠 지사 - 히로시마현 히로시마시 아사미나미구
- 시코쿠 지사 - 가가와현 다카마쓰시
- 규슈 지사 - 후쿠오카현 후쿠오카시 주오구
- 도쿄 지사 - 도쿄도 미나토구

## 사업 범위
대체로 킨키 지방·주고쿠 지방·시코쿠 지방·규슈 지방·오키나와에 있어서 일본도로공단이 고속도로 및 자동차전용도로가 사업범위가 되지만, 후쿠이현(오바마시 서부)의 일부를 포함하고, 시가현의 일부(히가시오미시, 고카시 동쪽 구역)를 제외시킨다. 또한 도시 고속도로의 일종인 한신 고속도로도 사업 범위에서 제외되며 혼슈와 시코쿠를 연락하는 고속도로 역시 혼슈 시코쿠 연락 고속도로에서 관리하나, 차후 채무가 감소할 경우 서일본 고속도로와 합병할 예정이다.

## 같이 보기
- 동일본 고속도로 (NEXCO 동일본)
- 중일본 고속도로 (NEXCO 중일본)